# NGC 3539
NGC 3539 es una galaxia lenticular (S0) localizada en la dirección de la constelación de Osa Mayor. Posee una declinación de +28° 40' 21" y una ascensión recta de 11 horas, 09 minutos y 08,8 segundos.
La galaxia NGC 3539 fue descubierta en 13 de abril de 1831 por John Herschel.